# Nguyên tắc Kerckhoffs
Trong mật mã học, nguyên tắc Kerckhoffs (còn gọi là tiên đề Kerckhoffs) được Auguste Kerckhoffs đưa ra trong thế kỷ 19: "Độ an toàn của hệ thống mật mã không phụ thuộc vào việc giữ bí mật thuật toán mã hóa, nó phụ thuộc vào việc giữ bí mật chìa khóa mã."
Nguyên tắc Kerckhoffs cũng được Claude Shannon đưa ra dưới dạng "Kẻ thù biết hệ thống" (có thể là độc lập với Kerckhoffs). Trong dạng này, nó được gọi là châm ngôn Shannon. Trái với "bảo mật bằng cách che giấu", nguyên tắc này được thừa nhận rộng rãi bởi các nhà mật mã.